# 오상직
오상직(1925년 4월 18일~1992년 12월 31일)은 대한민국의 정치인이다. 제5·6대 국회의원을 지냈다.

## 역대 선거 결과
|  | 24.15% |

|  | 27.26% |

|  | 35.98% |

|  | 12.31% |